# Marjolein Pieks
Marjolein Pieks (De Poëziekoerier) (1980) is een Nederlands dichteres en performer.  
- 2017 tot 2020: dorpsdichter gemeente Heumen
- november 2019: goud bij Grote Prijs van Gouda (Stadsdichtersgala)
- november 2018: tweede prijs bij Grote Prijs van Gouda (Stadsdichtersgala)
- 2009 tot 2018: vertolkt Pieks Mariken van Nimwegen (Van Nieumeghen)